# Reanna Solomon
Reanna Maricha Solomon (ur. 16 grudnia 1981 w Meneng, zm. 4 lipca 2022 w Denigomodu) – nauruańska sztangistka startująca w kategorii +75 kg, olimpijka, uczestniczka mistrzostw świata, medalistka Igrzysk Wspólnoty Narodów, a także medalistka lokalnych imprez.

## Igrzyska olimpijskie
W 2004 r., Reanna Solomon wystartowała w Letnich Igrzyskach Olimpijskich w Atenach (w kategorii +75 kg). W rwaniu zaliczyła dwie próby (pierwszą na 90 kg i trzecią na 95 kg), a drugą na 95 kg miała nieudaną. W podrzucie zaliczyła drugą próbę na 122,5 kg i trzecią na 125 kg, pierwszą na 122,5 kg miała nieudaną. Z wynikiem 220 kg w dwuboju, zajęła przedostatnie 11. miejsce, wyprzedzając jedynie reprezentantkę Fidżi, Ivy Shaw.

## Mistrzostwa świata
Reanna Solomon pięciokrotnie uczestniczyła w mistrzostwach świata. Trzykrotnie startowała w seniorskich mistrzostwach, natomiast dwukrotnie wystąpiła na juniorskich czempionatach.

### Juniorskie mistrzostwa świata
W 1999 r. w Savannah, Solomon startowała w kategorii +75 kg. W rwaniu zaliczyła pierwsze dwie próby na 75 kg i 80 kg, a trzecią próbę na 85 kg miała nieudaną; po rwaniu zajmowała dziewiąte miejsce. W podrzucie zaliczyła wszystkie trzy próby na 105 kg, 107,5 kg i 112,5 kg, co w łącznej klasyfikacji podrzutu dało jej piąte miejsce. Z wynikiem 192,5 kg w dwuboju, zajęła szóste miejsce (w stawce dziewięciu zawodniczek, które stanęły do rywalizacji).
W 2000 r. w Pradze, Solomon po raz drugi wystartowała w juniorskich mistrzostwach świata (w kategorii +75 kg). W rwaniu zaliczyła wszystkie próby (80 kg, 85 kg, 90 kg); po rwaniu była klasyfikowana na siódmym miejscu. W podrzucie zaliczyła pierwsze dwie próby na 110 kg i 115 kg, a trzecią próbę na 120 kg spaliła; w łącznej klasyfikacji podrzutu dało jej to piąte miejsce. Z wynikiem 205 kg w dwuboju, zajęła szóste miejsce (w stawce jedenastu zawodniczek, które stanęły do rywalizacji).

### Seniorskie mistrzostwa świata
W 1998 r. w Lahti, Solomon startowała w kategorii +75 kg. W rwaniu pierwszą próbę na 70 kg miała udaną, drugą na 75 kg miała nieudaną, a ostatnią na 75 kg zaliczyła. Rwanie zakończyła na ostatnim 16. miejscu. W podrzucie, zaliczyła tylko pierwszą próbę na 105 kg; dwie następne na 110 kg miała nieudane. W podrzucie zajęła 15. miejsce, wyprzedzając tylko Claudię Mues z Danii, jednak w dwuboju została sklasyfikowana na ostatnim 16. miejscu (180 kg w dwuboju).
W 1999 r. w Atenach, Solomon również startowała w kategorii +75 kg. W rwaniu zaliczyła tylko trzecią próbę na 80 kg, dwie pierwsze na 80 kg miała nieudane. Po rwaniu klasyfikowana była na 22. miejscu. W podrzucie, zaliczyła pierwsze dwie próby na 107,5 kg i 112,5 kg, a trzecią na 115 kg miała nieudaną. W podrzucie została sklasyfikowana na 18. miejscu, a z wynikiem 192,5 kg w dwuboju została sklasyfikowana na 19. miejscu (na 26 zawodniczek, które przystąpiły do rywalizacji).
W 2003 r. w Vancouver, Solomon wystartowała po raz trzeci na mistrzostwach świata (kategoria +75 kg). W rwaniu pierwszą próbę na 90 kg spaliła, a dwie następne na 90 kg i 95 kg miała udane; po rwaniu klasyfikowana była na 24. miejscu. W podrzucie, zaliczyła tylko pierwszą próbę na 122,5 kg, a dwie następne na 127,5 kg miała nieudane. W podrzucie została sklasyfikowana na 23. miejscu, a z wynikiem 217,5 kg w dwuboju została sklasyfikowana na 21. miejscu (na 30 zawodniczek, które przystąpiły do rywalizacji).

## Igrzyska Wspólnoty Narodów
W 2002 r. Nauruanka wzięła udział w Igrzyskach Wspólnoty Narodów w Manchesterze (+75 kg). W rwaniu zaliczyła wszystkie trzy próby na 90 kg, 95 kg i 100 kg. Ponadto dwie inne zawodniczki uzyskały ten sam wynik, jednak obydwie miały mniejszą masę ciała od Solomon, przez co sztangistka z Nauru została sklasyfikowana na trzecim miejscu, tym samym zdobywając brązowy medal za rwanie. W podrzucie zaliczyła tylko drugą próbę na 127,5 kg; pierwszą na 127,5 kg i trzecią na 130 kg miała nieudaną. W podrzucie zdobyła złoty medal, osiągając najlepszy wynik w stawce; w dwuboju również zdobyła złoty medal z najlepszym wynikiem 227,5 kg w dwuboju.